# Girolamo Venier
Girolamo Venier (Venezia, 1707 – Venezia, ...) è stato un compositore italiano.
Il compositore è stato riportato alla conoscenza da Federico Maria Sardelli con la prima mondiale assoluta della composizione Gena Lachrimis nel 2008 a Potsdam.

## Opere
- 1732 - 6 sonate a quattro (incomplete), Biblioteca Marciana, Contarini, 9996
- 1733 - Serenata d'Alcide per 2 soprani, contralto, tenore, basso, tromba, archi e basso continuo (incompleta), Biblioteca Marciana, Contarini 9995
- 1733 - Gena Lachrimis per 2 soprani, contralto, tenore, basso, tromba, archi e basso continuo, Biblioteca Marciana, Contarini It. IV, 9995
- 1742 - Arie per balli (Venezia, Teatro S. Cassiano)
- 1743 -  È folia se nascondete per soprano, archi e basso continuo, Biblioteca Marciana, Contarini It. IV, 9995
- 1743 - Procuri la prego per soprano, archi e basso continuo, Biblioteca Marciana, Contarini It. IV, 9995
- 1744 -  Al vibrar della mia spada per soprano, archi e basso continuo, Biblioteca Marciana, Contarini It. IV, 9995
- 1744 -  Felice età dell'oro per soprano, archi e basso continuo, Biblioteca Marciana, Contarini It. IV, 9995
- 1744 -  Non è ver che un bel tacere per soprano, archi e basso continuo, Biblioteca Marciana, Contarini It. IV, 9995
- 1745 - Arie e Salveregina  per soprano e basso continuo, Biblioteca Marciana, Contarini It. IV, 9995
- 1749 - Son regina e son amante per Maria Venier (dubbia)
- Del destin non vi lagnate per Maria Venier da L'Olimpiade di Pietro Metastasio (dubbia)
- Quel labbro adorato per soprano, archi e basso continuo (dubbia)
- Sinfonia per archi e basso continuo in fa maggiore, Biblioteca Marciana, Contarini 9995
- 2 sonate per mandolino e basso continuo per Maria Venier,[1] Biblioteca Marciana, Contarini It. IV, 476 (=10000)
- 19 sonate a tre, Biblioteca Marciana, Contarini It. IV, 471 (=9996)